# Tarrietia barteri
Tarrietia barteri là một loài thực vật có hoa trong họ Cẩm quỳ. Loài này được (Mast.) Hochr. miêu tả khoa học đầu tiên năm 1926.